# Фанчиково
Фанчико́во (укр. Фанчиково) — село в Виноградовской городской общине Береговского района Закарпатской области Украины.
Население по переписи 2001 года составляло 2059 человек. Почтовый индекс — 90352. Телефонный код — 03143. Занимает площадь 3,208 км². Код КОАТУУ — 2121285301.